# Zbrosławice

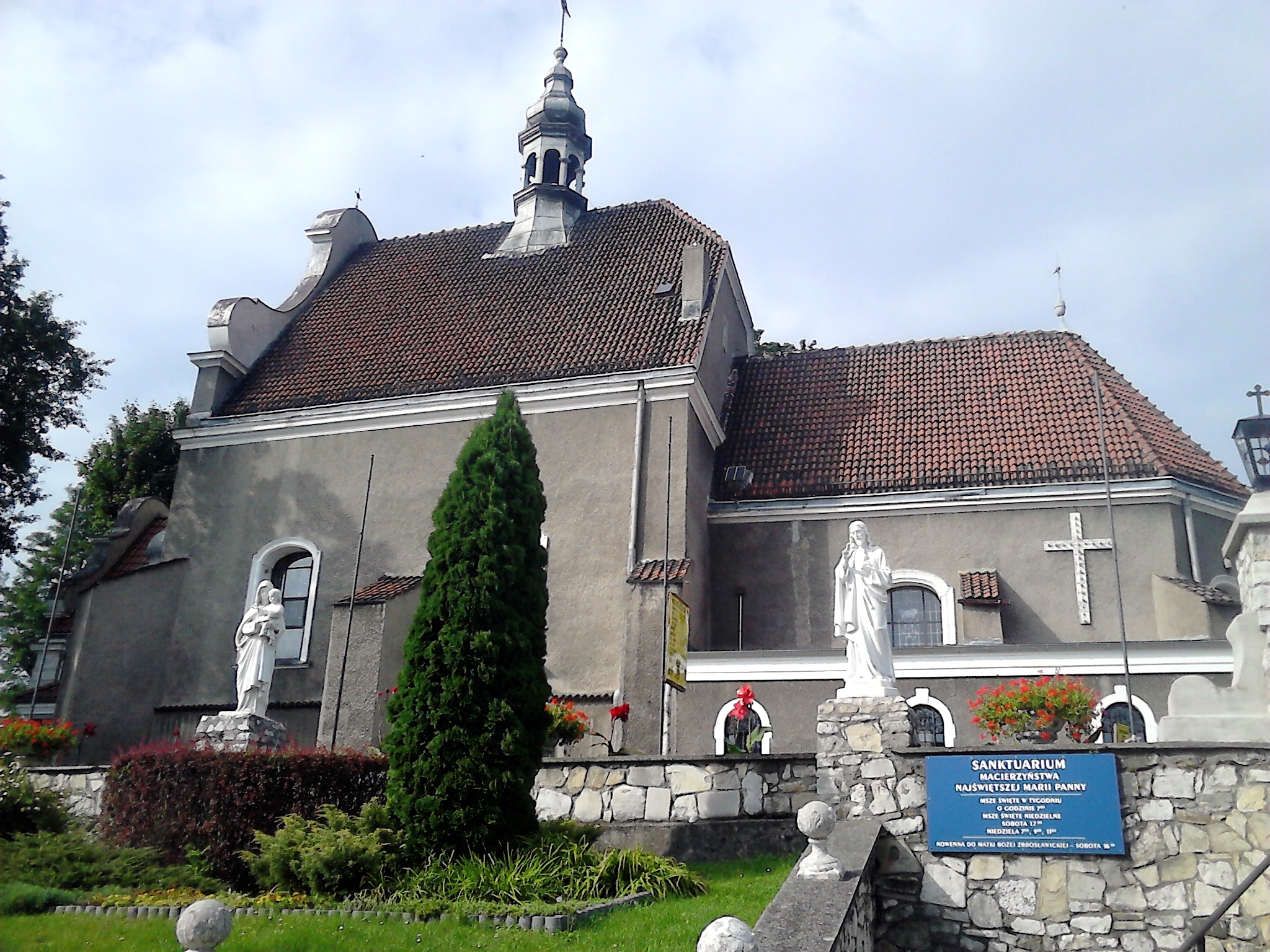
Kirche Mariä Himmelfahrt

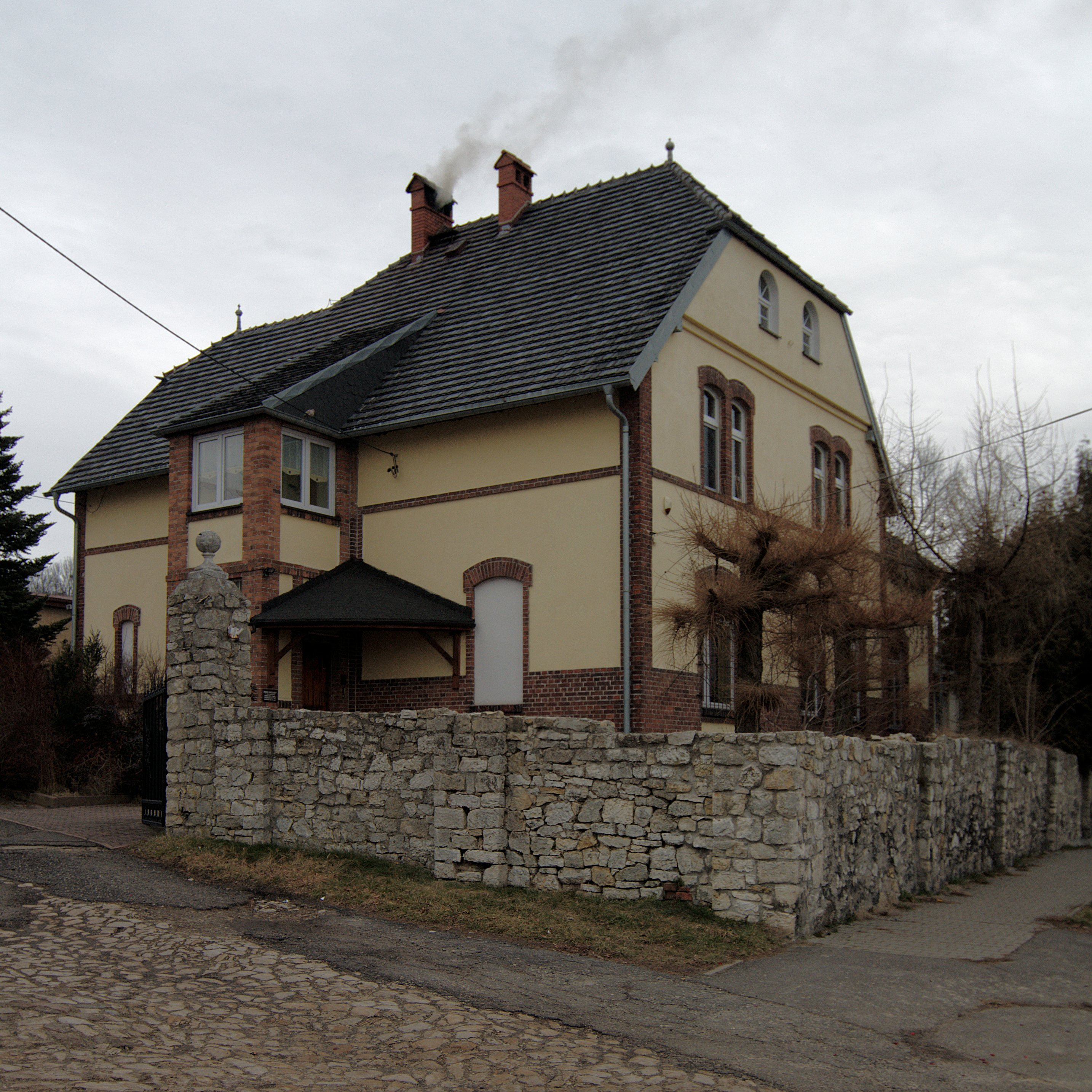
Das Pfarrhaus

Zbrosławice (deutsch Broslawitz) ist ein Dorf und Sitz der gleichnamigen Landgemeinde (gmina wiejska) im Powiat Tarnogórski (Landkreis Tarnowitz) der Woiwodschaft Schlesien in Polen.

## Geografie und Verkehr
Der Ort liegt am Ufer des Flusses Drama umgeben von landwirtschaftlichen Flächen und waldbewachsenen Hügeln. Durch die Gemeinde verlaufen die Woiwodschaftsstraße 903 (droga wojewódzka 903) von Krakau (Kraków) nach Opole (Oppeln) und die Nr. 908 von Częstochowa (Tschenstochau) nach Gliwice (Gleiwitz).
Der Bahnhof Zbrosławice lag an der Bahnstrecke Zabrze Mikulczyce–Tworóg Brynek, durch den Süden der Gemeinde verlief zudem ein heute stillgelegter Teil der Bahnstrecke Bytom–Wrocław.

## Geschichte
Bis zum Zweiten Weltkrieg war es eine preußische Landgemeinde im oberschlesischen Grenzgebiet zu Polen im Landkreis Beuthen-Tarnowitz. Am 1. Mai 1874 wurde der Amtsbezirk Broslawitz im Kreis Tarnowitz aus den Landgemeinden Broslawitz, Kempczowitz, Nierada und Ptakowitz und den Gutsbezirken Broslawitz, Kempczowitz und Ptakowitz gebildet. Erster Amtsvorsteher war der Rittergutsbesitzer von Stockmanns aus Broslawitz. Gemeinde und Gutsbezirk Broslawitz hatten 1910 zusammen 493 Einwohner. Die Landgemeinden Kempczowitz und die Gutsbezirke Broslawitz und Kempczowitz wurden am 30. September 1928 in die Landgemeinde Broslawitz eingemeindet. Danach umfasste der Amtsbezirk Broslawitz nur noch die beiden Gemeinden Broslawitz und Ptakowitz.
Zum 1. Oktober 1936 wurde die Gemeinde Broslawitz mit Ptakowitz zur neuen Gemeinde Dramatal zusammengeschlossen und erhielt den Namen Dramatal-West. 1939 hatte Dramatal 3.038 Einwohner. Ehemalige Ortsbezeichnungen waren Broslawitz, Broslawice, Dramathal und Dramatal.

## Bauwerke
Historisch bedeutsam ist die barocke Pfarrkirche Mariä Himmelfahrt aus dem 17. Jahrhundert, welche von einem ersten Kirchhof der katholischen Pfarrgemeinde umgeben ist. Vom gotischen Vorgängerbau aus dem 14./15. Jahrhundert ist der Chor (Presbyterium) erhalten, der freistehende Glockenturm (Campanile) stammt aus dem Jahre 1564. Eine frühere Kirche (Allerheiligen) aus Holz stand bereits nachweislich Mitte des 13. Jahrhunderts.

## Gemeinde
Zur Landgemeinde gehören 21 Orte mit Schulzenamt (sołectwo).

## Politik

### Gemeindevorsteher
An der Spitze der Gemeindeverwaltung steht der Gemeindevorsteher. Derzeit ist dies Wiesław Olszewski, der für das Wahlkomitee „Weiter vorne“ antritt. Die turnusmäßige Wahl im Oktober 2018 führte zu folgendem Ergebnis.
- Wiesław Olszewski (Wahlkomitee „Weiter vorne“) 58,3 % der Stimmen
- Bernard Pigulla (Wahlkomitee „Zeit für Veränderung“) 25,7 % der Stimmen
- Roman Walter (Prawo i Sprawiedliwość) 16,1 % der Stimmen

Damit wurde Olszewski bereits im ersten Wahlgang als Gemeindevorsteher wiedergewählt.

### Gemeinderat
Der Gemeinderat besteht aus 15 Mitgliedern und wird von der Bevölkerung direkt in Einpersonenwahlkreisen gewählt. Die Gemeinderatswahl 2018 führte zu folgendem Ergebnis:
- Wahlkomitee „Weiter vorne“ 47,5 % der Stimmen, 9 Sitze
- Wahlkomitee „Zeit für Veränderung“ 32,5 % der Stimmen, 4 Sitze
- Prawo i Sprawiedliwość (PiS) 10,7 % der Stimmen, kein Sitz
- Wahlkomitee Marek Minkus 4,4 % der Stimmen, 1 Sitz
- Wahlkomitee „Für eine bürgerfreundliche Verwaltung im Powiat Tarnogórski“ 3,2 % der Stimmen, 1 Sitz
- Schlesische Regionalpartei 1,8 % der Stimmen, kein Sitz